# Diocesi di Abdera
La diocesi di Abdera (in latino: Dioecesis Abderitana) è una sede soppressa della Chiesa cattolica che fu sede titolare fino al 1931.

## Storia
L'antica città greca di Abdera, fondata nel 655 a.C., fu completamente distrutta da un terremoto all'epoca dell'imperatore Costantino I nella prima metà del IV secolo. Non si conoscono vescovi di questo periodo. Attorno al IX secolo la città fu ricostruita con il nome di Polystylon.
La sede titolare di Abdera, che nel suo ultimo periodo di vita coesistette con la sede titolare di Polistilo, fu soppressa con la morte del suo ultimo vescovo, Teodoro Gordaliza Sánchez, nel 1931.

## Cronotassi dei vescovi titolari
- Wilhelm von Leslie † (18 dicembre 1711 - 5 ottobre 1716 confermato vescovo di Vác)
- Flaminio Dondi, O.F.M. † (12 aprile 1717 - 20 novembre 1724 nominato vescovo di Montefeltro)
- Johann Baptist von Reinach-Hirzbach † (11 giugno 1725 - 25 gennaio 1734 deceduto)
- Johannes Christoph Ludwig von Kuenburg † (3 luglio 1747 - 18 agosto 1756 deceduto)
- Giulio Matteo Natali † (19 dicembre 1757 - 5 giugno 1765 nominato vescovo di Tivoli)
- Jan Kanty Lenczowski † (31 agosto 1767 - dopo il 15 agosto 1807 deceduto[1])
- Valery Henryk Kamionko † (10 luglio 1815 - 26 agosto 1840 deceduto)
- Joseph Ambrosius Geritz † (27 aprile 1840 - 27 gennaio 1842 confermato vescovo di Varmia)
- Giuseppe Mariano D'Yrigoyen † (22 luglio 1842 - ?)[2]
- Napoleon Joseph Perché † (8 febbraio 1870 - 25 maggio 1870 succeduto arcivescovo di New Orleans)
- Alexander Lévay † (5 luglio 1872 - 9 novembre 1873 deceduto)
- Richard Butler Roskell † (5 giugno 1875 - 27 gennaio 1883 deceduto)
- Pierre-Lambert Goossens † (1º giugno 1883 - 16 luglio 1883 succeduto vescovo di Namur)
- Alfonso de Voss, C.I.C.M. † (11 dicembre 1883 - 21 luglio 1888 deceduto)
- Magloire-Désiré Barthet, C.S.Sp. † (30 luglio 1889 - 30 ottobre 1912 deceduto)
- Teodoro Gordaliza Sánchez, O.P. † (10 agosto 1915 - 14 ottobre 1931 deceduto)